# The Curse of Quon Gwon
The Curse of Quon Gwon er en amerikansk stumfilm fra 1916 af Marion E. Wong.